# Meli Valdés Sozzani

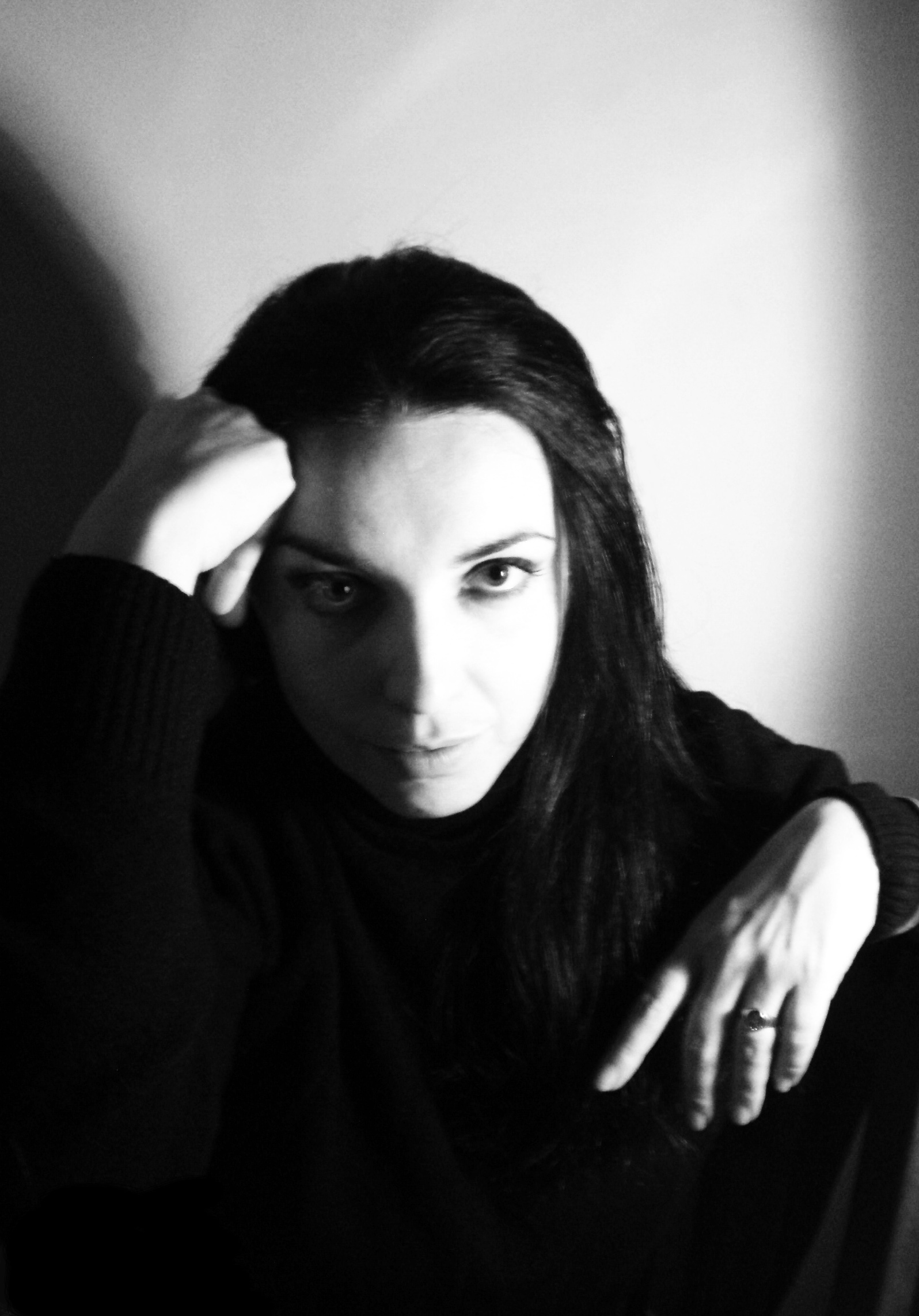
Meli Valdes Sozzani (2013)

Meli Valdés Sozzani (La Plata, 1977) is een Argentijnse kunstschilderes.
Ze begon haar carrière in 1996. Ze richtte haar aandacht in die tijd op het surrealisme, maar met een zeer persoonlijke stijl.
In 1998 werden haar schilderijen in het Artexpo in New York tentoongesteld en in datzelfde jaar ontving ze een prijs voor de originaliteit van haar schilderijen.
In 2006 illustreerde ze het boek “Doscientos y un cuentos en miniatura” van Argentijns schrijver Alejandro Córdoba Sosa.
in 2013 maakte ze een serie schilderijen geïnspireerd op de Decamerone.

## Schilderstijl
Het werk van Meli Valdés Sozzani karakteriseert zich door de vrolijke kleuren. Haar composities zijn raadselachtige en zeer symbolisch.